# Codecademy

Codecademy – platforma internetowa, która koncentruje się na nauczeniu programowania poprzez konkretne przykłady tworzenia i rozwoju aplikacji.
Wśród inwestorów Codecademy znajdują się m.in. fundusze venture capital Kleiner Perkins i Index Ventures oraz brytyjski miliarder Richard Branson.
Każdy z kursantów otrzymuje w swojej przeglądarce emulator kompletnego środowiska programistycznegoo określanego mianem Codelearn Playground (plac zabaw do tworzenia programów). Dzięki temu członkowie Codecademy mają dostęp do zasobów, które pozwalają opanować podstawy tworzenia stron internetowych oraz podstawy wielu języków programowania, w tym JavaScript, Ruby i Python.